# Monte Tului
Il monte Tului è un massiccio di natura calcarea situato sulla costa centro-orientale della Sardegna. Ubicato in territorio di Dorgali si contrappone tra l'abitato ed il litorale sul quale sorge la frazione turistica di Cala Gonone. Dai suoi 917 m si domina tutto il golfo di Orosei ad est e, ad ovest, buona parte della Barbagia di Nuoro e dell'Ogliastra.

## Altri progetti

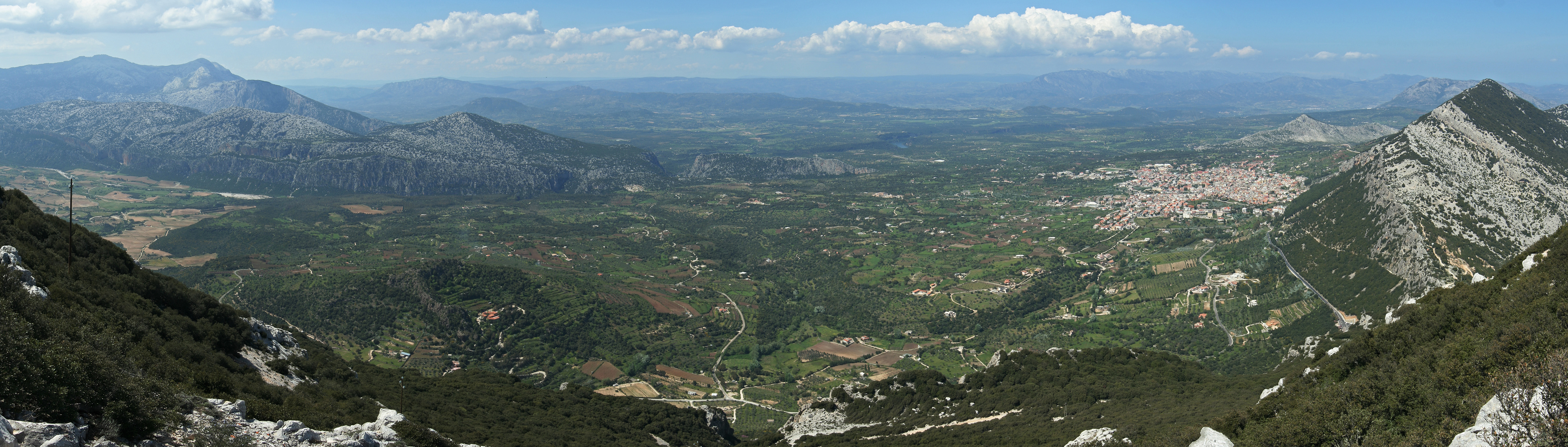
Panorama dal monte